# Nicolás Capaldo
Nicolás Capaldo Taboas (Santa Rosa, 1998. szeptember 14. –) argentin korosztályos válogatott labdarúgó, a Hamburger SV játékosa.

## Pályafutása

### Klubcsapatokban
A Deportivo Mac Allister és a Boca Juniors csapataiban nevelkedett. 2019-ben Gustavo Alfaro vezetőedző hívta meg az első keretbe a Boca Juniors csapatánál. Január 16-án egy barátságos mérkőzésen az Unión de Santa Fe ellen lépett a felnőtteknél először pályára. Február 25-én a Defensa y Justicia elleni bajnoki mérkőzésen debütált tétmérkőzésen. 2021. június 2-án bejelentették, hogy július 1-jével csatlakozik 5 millió euróért az osztrák Red Bull Salzburg csapatához, 2026 nyaráig írt alá. Július 23-án mutatkozott be a bajnokságban a Sturm Graz csapata ellen 3–1-re megnyert idegenbeli mérkőzésen, majd augusztus 28-án a TSV Hartberg ellen első gólját is megszerezte. 2024. december 4-én duplázott a TSV Hartberg ellen 4–0-ra megnyert bajnoki mérkőzésen. 2025. július 10-én a német Hamburger SV csapatába igazolt.

### A válogatottban
2019. szeptember 4-én még csak a kispadon kapott lehetőséget Bolívia ellen az U23-as válogatottban. Pár nappal később Kolumbia ellen be is mutatkozott, majd Brazília ellen megszerezte első gólját is.

## Sikerei, díjai

### Klub
- Boca Juniors
  - Argentin bajnok: 2019–20
  - Copa de la Liga Profesional: 2021

- Red Bull Salzburg
  - Osztrák bajnokság: 2021–22, 2022–23
  - Osztrák kupa: 2021–22

### Válogatott
- Argentína U23
  - CONMEBOL-olimpiai selejtezőtorna: 2020